# 泰泰特伦
泰泰特伦，是匈牙利豪伊杜-比豪尔州所辖的一个村。总面积32.11平方公里，总人口1401，人口密度43.6人/平方公里（2011年1月1日）。